# S. J. Clarkson
S. J. Clarkson é uma diretora e produtora britânica. Ela é conhecido por seu trabalho dirigindo episódios de séries de televisão como Dexter (2009-2011), House (2011), Orange in the New Black (2014), Bates Motel (2013). Também dirigiu episódios das séries da Netflix baseado em personagens da Marvel sendo elas Jessica Jones (2015) e The Defenders (2017) e mais recentemente dirigiu o filme Madame Teia (2024) ambientado no Universo Homem-Aranha da Sony (SSU).

## Carreira
Os créditos de Clarkson incluem as séries Doctors, Casualty, EastEnders, Footballers' Wives e Life on Mars, bem como as séries americanas Heroes, House, Dexter e Ugly Betty. Em 2008, ela co-criou a série britânica Mistresses. Em 2010, ela também dirigiu o filme Toast.
Em 2019, ela assinou contrato para dirigir a prequel de Game of Thrones para a HBO.
Em 2021 ela foi contratada para dirigir o filme Madame Teia, lançado em Fevereiro de 2024.

## Filmografia

### Filmes
| Ano  | Filme       | Diretora | Produtora | Notas |
| ---- | ----------- | -------- | --------- | ----- |
| 2010 | Toast       | Sim      | Não       |       |
| 2024 | Madame Teia | Sim      | Não       | [ 5 ] |

### Televisão
| Ano       | Série                    | Notas                                                                       |
| --------- | ------------------------ | --------------------------------------------------------------------------- |
| 1999      | Bad Girls                | 2 episódios                                                                 |
| 2001–2004 | Doctors                  | 37 episódios                                                                |
| 2002      | A Week in the West End   | Também produtora                                                            |
| 2003–2005 | Casualty                 | 4 episódios                                                                 |
| 2004      | EastEnders               | 8 episódios                                                                 |
| 2005      | Footballers' Wives       | 2 episódios                                                                 |
| 2006      | Hustle                   | 2 episódios                                                                 |
| 2006–2007 | Life on Mars             | 6 episódios                                                                 |
| 2008      | Mistresses               | 16 episódios, criadora e produtora executiva                                |
| 2009      | Whitechapel              | 3 episódios                                                                 |
| 2009–2010 | Heroes                   | Episódios: "Hysterical Blindness" e "The Art of Deception"                  |
| 2009–2011 | Dexter                   | Episódios:"Hello, Dexter Morgan", "Once Upon a Time" e "The Angel of Death" |
| 2010      | Ugly Betty               | Episódio: "The Passion of the Betty"                                        |
| 2011      | House                    | Episódio: "Recession Proof"                                                 |
| 2012      | Hunted                   | 2 episódios                                                                 |
| 2012      | Banshee                  | Episódios: "The Rave" e "The Kindred"                                       |
| 2013      | Smash                    | Episódio: "The Surprise Party"                                              |
| 2013      | Bates Motel              | Episódio: "The Man in Number 9"                                             |
| 2013      | The Bridge               | Episódio: "All About Eva"                                                   |
| 2014      | Turn: Washington's Spies | Episódio: "Of Cabbages and Kings"                                           |
| 2014      | Orange in the New Black  | Episódio: "40 Oz. of Furlough"                                              |
| 2015      | Jessica Jones            | 2 episódios                                                                 |
| 2016      | Vinyl                    | Episódio: "The Racket"                                                      |
| 2017      | The Defenders            | 2 episódios                                                                 |
| 2018      | Collateral               | 4 episódios, também produtora                                               |
| 2018      | Succession               | Episódio: "Prague"                                                          |
| 2022      | Anatomy of a Scandal     | 6 episódios, também produtora                                               |